# Demonax inops
Demonax inops är en skalbaggsart som beskrevs av Holzschuh 1991. Demonax inops ingår i släktet Demonax och familjen långhorningar. Inga underarter finns listade i Catalogue of Life.